# Joseph Jacob von Plenck
Pour les articles homonymes, voir Joseph Jacob (homonymie).
Joseph Jacob von Plenck est un médecin et un botaniste autrichien, né le 28 novembre 1738 à Gorizia et mort le 24 août 1807.

## Biographie
Il enseigne à Bâle et à Vienne. Il est notamment l'auteur de Anfangsgründe der Geburtshilfe (Rudiments d'obstétrique) en 1769 et de Doctrina de morbis cutaneis (Doctrine sur les maladies de peau) en 1776. Il est l'un des premiers à proposer une classification pour les maladies cutanées.